# Motín del hambre de Córdoba (1652)
El Motín del hambre, también conocido como Motín del pan, fue una revuelta campesina que se dio en Córdoba, España, en 1652 como consecuencia del hambre que sufrían los jornaleros de esa localidad.

## Contexto
A mediados del siglo XVII se estaban dando en Córdoba una serie de circunstancias que provocaban hambre. Entre 1649 y 1650 unas epidemias de peste asolaron la ciudad. Además de esto, la sucesión de varias temporadas de malas cosechas hizo que los precios de los alimentos y productos básicos subieran desproporcionadamente, provocando una serie de hambrunas en la ciudad.

## Transcurso
Debido a estas circunstancias, el 6 de mayo de 1652, tras el fallecimiento de un muchacho vecino del Barrio de San Lorenzo la población sale a las calles como protesta, pidiendo comida y alguna forma para sobrevivir. 
Miles de personas marchan hacia la vivienda del Corregidor, pero al comprobar que se había escondido en el Convento de los Trinitarios, se encaminan al Palacio Episcopal de la ciudad para hacer llegar las demandas de comida al obispo, Pedro de Tapia. Algunos hombres entran en las casas de los más adinerados de la ciudad, llevándose todo el trigo que pudieron a la Iglesia de San Lorenzo, que se convirtió en el granero. Se creyó que el Marqués de Priego se acercaba a la localidad, por lo que el pueblo se preparó para defenderla.
Entre estos hombres se encontraba Diego de Córdoba, un caballero que era muy querido en la ciudad. El pueblo pidió que se le nombrase alcalde y, aunque primero rechazó el puesto, acabó aceptándolo. Ya ejerciendo, pidió al pueblo que volvieran a sus casas, fijando una cantidad de pan a la que cada familia tenía derecho, y con la condición de que se entregaran las armas. El rey, enterado de la situación, ayuda a la ciudad comprando trigo para abaratarlo y amnistíando a todos los amotinados.